# Romney, Hythe and Dymchurch Railway

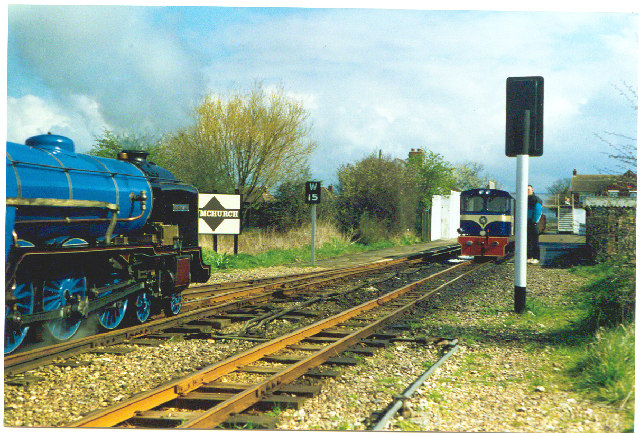
Dva vlaky na R.H.D.R.

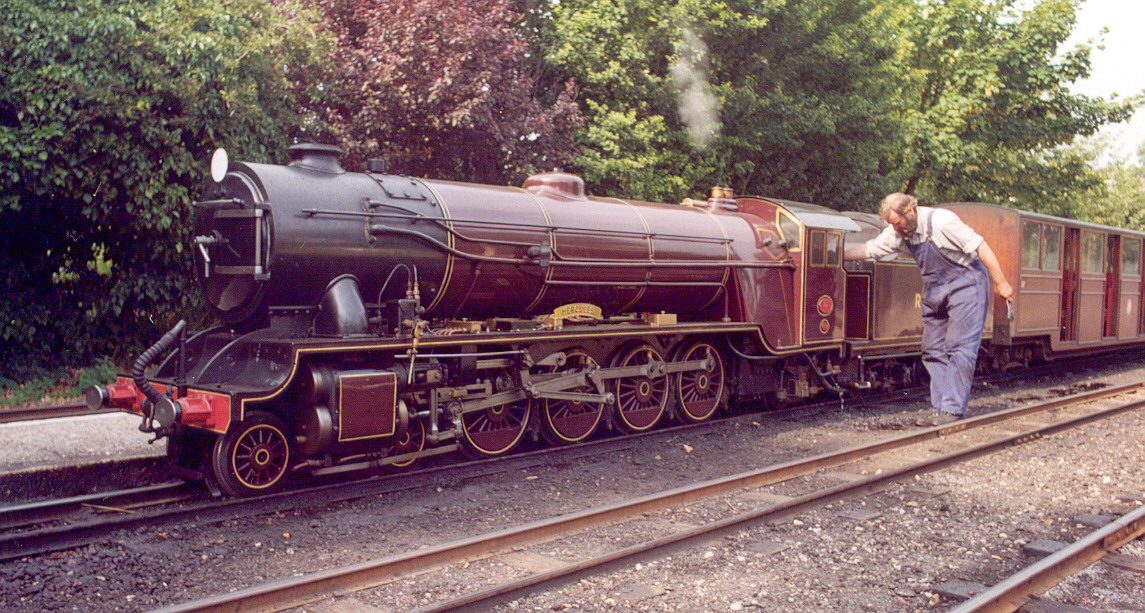
Příprava lokomotivy k jízdě

Romney, Hythe and Dymchurch Railway (R.H.D.R.) je nejmenší veřejně provozovaná železnice na světě. Má rozchod pouhých 381 mm (15 palců), nachází se v jižní Anglii, hrabství Kent. Celková dráha dvojkolejné trati je 23 km.
Trať si nechal postavit v roce 1927 excentrický milionář. Během druhé světové války sloužila pro potřeby výstavby opevnění a pro dopravu součástí podmořského potrubí pro zásobování invazních jednotek naftou. Dokonce na ní jezdil pancéřový vlak. Dráha si připisuje zásluhy za zničení nepřátelského letounu. Pilot nalétával na vlak, ale vzhledem k jeho velikosti špatně odhadl výšku. V poli vedle trati dodnes ukazují kráter, který zde vytvořil. Dnes slouží jako turistická atrakce ale i jako dopravní prostředek pro dopravu dětí do školy.
Lokomotivní park je tvořen replikami lokomotiv ze skutečné železnice, zmenšenými přibližně v měřítku 1:3. Toto ovšem platí jen pro vzhled a celkové rozměry, kotle, parní stroje a ostatní namáhané součásti jsou konstruovány přímo „na míru“. Je to dáno tím, že tlak páry v kotli nelze zmenšovat podle měřítka, hmotnost vozidla klesá s třetí mocninou měřítka, zatímco průřez např. šroubů, a tedy i jejich pevnost klesá s mocninou druhou. Proto by prostým zmenšením výkresů skutečné lokomotivy vznikla lokomotiva v některých ohledech poddimenzovaná (kotel) a jinde zase předimenzovaná (pojezd). Lokomotivy konstruované pro tuto dráhu dosahují lepší účinnosti a klidnějšího chodu, než stejně výkonné klasické parní lokomotivy pro podobné rozchody.